# Куновичка битка
Куновичка битка може се сматрати једном од највећих победа Срба против Турака у средњем веку. Одиграла се недалеко од Ниша у зиму 1444. године између српске војске и Турака у близини данашње железничке станице Црвена Река, планине Куновице (Суве планине) током похода који су предводили угарско-пољски краљ Владислав и српски деспот Ђурађ Бранковић. Ова победа се сматра непосредним узроком обнове српске деспотовине.

## Прилике пре битке
Стална експанзија Турака и ширење ислама Балканом, све више је угрожавало хришћанске земље, што је достигло врхунац походом на Србију априла 1439. год. који је био покренут због одбијања деспота, да узме учешћа у турском походу и омогући несметан пролаз пошто је сумњичен за везе са Угарском. Једини градови који су се у почетку одупрли били су Смедерево на северу и Ново Брдо на југу. Смедерево су бранили деспотов син Гргур и Тома Кантакузин. После тешких борби током тромесечне опсаде и изостанка угарске помоћи, Смедерево је пало 18. августа. Од српских области остала је слободна само Зета, која није била на путу тренутних освајања. Угарска помоћ је изостала због политичких неприлика, тако да је угарска војска са положаја Сланкамена и Титела гледала опсаду Смедерева. После смрти угарског краља Алберта II је дошло до метежа, да би на његово место дошао млади пољски краљ Владислав III .

## Прилике у Турској
Турска царство и поред сталног напредовања и за време султана Мурата другог, у Европи је претрпело пораз у Ердељу, у Влашкој, марта 1442., који је истовремено пратио и пораз од Карамана у Малој Азији, што је представљало тежак ударац. Већ 1442. у јулу Турци брзо шаљу изасланика да склопи мир са Угарском. У овом тренутку Турској је једино ишла на руку политичка нестабилност у ослабљеној Византији са Цариградом и околином, и грађански рат који ју је проузроковао због династичких борби.
Велике муке задавали су им Јовановци са острва Родос који су позивали хришћанске земље и папу на борбу против муслимана, огорчено се борећи против Турака и Египатских муслимана.

## Прилике у Угарској
После распада српског царства, Срби нису више представљали претњу по Угарску. Након Косовске битке, и погибије кнеза Лазара њихови упади су постајали све чешћи. Да би обезбедили своје јужне границе од још веће претње, коју су представљали Турци. Угри су деспоту Стефану учинили територијалне уступке, дајући му Београд, Мачву и друге поседе како би тиме створили јак бедем против турске најезде
.Угарска је у великој мери помагала сукобе властеле у Босни, не мешајући се значајније у сукоб деспота и његовог сестрића Ђурђа Бранковића који су и онако ослабљену Србију својим сукобима доводили у још тежи положај

. Након измирења, недуго по смрти деспота Стефана наследио га је сестрић Ђурађ који је морао према уговору са Угарском да врати све посед које је Стефан добио укључујући и Београд. Али их је експанзија Турака натерала да промене мишљење.
Угарски краљ Жигмунд даровао је деспоту више градова у Угарској, желећи да га тиме обавеже на ближу сарадњу. По паду Новог Брда и Голупца, у муњевитој акцији султана Мурата II, деспотовина је била приморана да ступи у двоструки вазални однос према Турцима и Угарској. Једини начин за одржавање равнотеже између Турака и Угара било удаја деспотових кћери у Угарској и Турској. Прва је удата Катарина 1433. год. за грофа Улриха Цељског, брата Угарске краљице Вараве , који је иначе био син моћног ХерманаII.Мара је дата по свој прилици, у пролеће 1434. султану Мурату. Оба брака била су чисто политичке природе. У зиму, 9. децембра умро је угарски краљ Жигмунд.који је пола века моћно и често пресудно утицао на судбину Србије. Краља Жигмунда је наследио његов зет, аустријски војвода Албрехт Хабзбуршки. Ова промена дала је Турцима повода да се одлуче на крупније кораке. Они су знали да ће у Угарској доћи до извесних размирица, пошто нови краљ није био прихваћен од свих кругова у земљи, па су хтели да искористе те њихове унутрашње сукобе. Стога су одлучили да нападну Угарску као главну силу која им је могла правити сметње. Тиме су хтели да реше и питање Србије знајући да деспот у души подржава хришћане и да је био у вези са Мађарима. Након овога уследио је први пад деспотовине. Краљ Алберт имао је много проблема са незадовољном властелом, што је био главни узрок пасивног држања до тада надмоћне Угарске
. Мало после српске катастрофе умро је, сасвим изненада, и краљ Албрехт. На престолу га је после много трзавица наследио Владислав III.
Након прве победе угарског заповедника Јанка Хуњадија (Сибињанин Јанко) код Ердеља и његове друге победе септембра на Јалосници у Влашкој где је побеђен румелијски беглербег Шехабедил који је водио 80.000 људи. Хришћанске државе стекле су уверење да неприлике у турској треба искористити да се до краја прошире успеси. Султанову понуду на мир деспот је успео да спречи.

## Припреме за битку
Крајем фебруар 1443. на Угарском сабору у Будиму и уз подршку властеле, и неких пољских великаша, као и деспота Ђурђа одлучено је да се крене у поход. Највећи заговорник, покровитељ похода био је управо српски деспот који је поднео највеће трошкове сакупљања, опремања војске које је самостално финансирао и обезбедио готово преко половине војске са простора Србије.

## Однос и састав снага
Деспот Ђурађ није штедео средства, за опремање целокупне војске. Хришћанска војска је бројала према неким проценама око 25.000 ратника, којој се касније придружио влашки војвода Влад Цепеш. Хришћанска војска већином је била сачињена од пољске коњице, делом угарске, а највећим делом српске војске. У укупним снагама од око 25.000 војника српске јединице под директном командом деспота Ђурђа износиле су између 8.000 и 10.000 пешака и нешто коњаника којима се придружио сребренички војвода Петар Ковачевић са између 500 и 600 коњаника.

## Почетни план похода
Крајем јуна 1443. дата је наредба хришћанској војсци да се упути према Београду, а и сам Угарски краљ кренуо је ка југу у септембру. Са њим су ишли деспот и Хуњади. Хришћанска добро увежбана војска од 12.000 коњаника, коју је водио Хуњади, поразила је 3. новембра Турке у пољу, испред ниша, омевши прикупљање турских снага. Овај пораз изазвао је пометњу у турским редовима као и у позадини њихових снага. Последица је била онеспособљавање Турака да пруже значајнији отпор за дуже време и било какво напредовање. Почетком децембра 1443. године Софија је пала у хришћанске руке, а продирање се наставило и даље. Међутим пред добро утврђеним кланцима Средње горе морало се стати због тога што су Турци код Златице спремали снажан отпор. Постоји мишљење да су се хришћани сукобили са Турцима код Момине клисуре преко које су хришћани хтели да заобиђу изузетно јаке турске положаје у Трајановим вратима.

## Повлачење
Због јаке зиме која је настала, отежаног снабдевања и великог отпора хришћанско напредовање је стало и прекинуло даљу офанзиву. Приликом повлачења хришћана, Турци су покушавали да им нанесу што више губитака, али су код Мелештице и Куновице, претрпели поразе, нарочито тежак и готово потпун пораз код Куновице, од српске војске која је чувала одступницу другим хришћанским снагама. Препуштена сама себи српска војска потукла је до ногу вишеструко и бројчано надмоћнијег непријатеља, по месечини, планинском кршу, стрмим литицама, снегу и леду Куновице. И успела да надљудским напорима уништи турску потеру пре доласка појачања.

## Битка
Угарски краљ Владислав, 1443. год крајем фебруара, скупивши војску кренуо је на југ у поход против Турака, а с њим је кренуо такође деспот Ђурађ Бранковић како би заједничким снагама сузбили све већу претњу, не само по Балкан већ и по читав хришћански свет, оличену у Турској најезди. Прешавши преко Дунава упутили су се преко Србије ка Бугарској, и тако стигли близу места Пловдива где је турски цар Мурат други приспео и затекао их у брдима, не дајући им да дођу до Пловдива. У даљем напредовању хришћанска војска је успорено напредовала преко планине. Ову планину називају Златица, а други је називају Железна Врата. Када су били зашли између брда у једну долину, ту су их сусрели царски јаничари, како би их спречили да дођу до Пловдива, јер је тамо чиста равница. Када је краљ Владислав видео да неће моћи да прође, наредио је да се кола повуку назад, јер се нису могла окренути. Вративши се без штете, краљ Владислав је назад кренуо ка месту Софији, како је већ била јесен, а он није могао ту остати преко зиме, спаливши место, кренуо је назад према Србији.
Када је приспео у место Пирот, до краља Владислава су допрле вести да је турски цар приспео у Софију, која је била спаљена. Тада је наредио деспоту да остане назад и да лагано за њима иде са својом војском. Он је тако ишао очекујући битку; кад су приспели до планине зване Куновица, краљ Владислав је већ био одмакао од те планине, допрле су до деспота вести да Турци с веома великом силом иду за њим; вративши се тада деспот против Турака, очекујући их, обавестио је краља: "Ови Турци с великом силом за нама крећу, па зато све пешаке крај кола остави а сам са читавом војском к мени похитај". Али пре но што је краљ приспео већ је била почела битка с Турцима (која је била тако жестока да су сви Турци били до ногу потучени, а њихови највиши заповедници једни побијени, други похватани). Један царски војсковођа, који је с њима био уместо цара, ту је убијен и све до данашњега дана стоји знак на његовом гробу у селу Тамњаница. Одатле српски деспот, победивши непријатеља, без икаквих губитака са војском кренуо дубље кроз Србију и приспо на поље Добригић, желећи одатле са безбеднијег положаја, и погоднијег за даље праћење ситуације, да заједно са Пољско-Угарским краљем преко зиме остане, како би на лето, опет са још већим снагама кренули против ослабљеног непријатеља.
Недуго затим, у табору хришћана појавили су се турски изасланици, тражећи од деспота да цару преда заробљенике, и све оне заповеднике који су били заробљени, а он ће заузврат, деспоту вратити Смедерево са свима градовима и читаву земљу српску, а исто тако и оба сина његова, Гргура и Стевана. Тамо је био заробљен и један турски великаш по имену Карамбег, па је за овога цар дао 1500 златника. Посаветовавши се с деспотом и другом господом, краљ Владислав прими од њега овакав предлог и цар је послао једнога великаша Балтаоглуа, те је овај по царевој наредби предао Смедерево деспоту и све градове; доведена су и оба слепа сина. Деспот Ђурађ, повративши све своје градове, а тиме и целу деспотовину, одмарао се онде с краљем и са читавом војском четири недеље, припремајући повлачење ка северу. Деспот се залагао да војска бар преко зиме остане у Србији. Одатле, пошто је завршила половину великог посла, она на пролеће може наставити са акцијом, пошто се не мора све почињати изнова. Он се обавезао да ће се сам бринути за снабдевање војске, а нудио је и 100.000 дуката новчане потпоре. Хтео је да на сваки начин задржи тек ослобођену Србију. Али Мађари, изморени и истрошени, и са духом најамника, који су после уговореног посла хтели одмора, нису никако пристајали на то. Затим се краљ са војним снагама, крајем јануара 1444. у пратњи деспота повукао преко Дунава назад ка Угарској, после још једног успешног похода. Потом је деспот Ђурађ посредством своје ћерке, удате за турског султана, начинио са Турцима примирје на 10 година. Па је тако овај поход завршен уз испуњење главног српског циља поновне, обнове деспотовине. Турци су овај пораз приписивали издаји тесалског заповедника Турхан-паше, за кога су сматрали да је сарађивао са деспотом.

## Последице битке
Победа српске војске у Куновичкој бици међу малобројним историчарима и познаваоцима догађаја потврђује главни утисак је, да је ова величанствена победа, пресудна за обнову деспотовине 1444. продужила век српске средњовековне државе до лета 1459. Ова победа дала је на самопоуздање хришћанској војсци, и повратила наду да се успешно поход може наставити. Али мир који је склопљен био је од веће користи Турцима, неголи хришћанима чије је брзо напредовање са овим миром заустављено.Сегединским миром деспоту су враћена 24 града међу којима су Ново Брдо, Голубац, Крушевац, Смедерево и други. Хришћанске земље покушале су да свале кривицу на деспота, зато што је заустављен један величанствен поход, због деспотове нестрпљивости и похлепе, која није била оправдана, али се касније показала оправданом, јер је деспот настојао да Србија не би поново постала крваво поприште угарско-турских сукоба. Исте 1444. под притиском папе сукоби су настављени без учешћа Србије, па је тако она поштеђена, а 10. септембра код Варне католичка војска је страховито поражена. Том приликом је погинуо краљ Владислав трећи , а Јанко Хуњади је једва успео да се спаси. Овај поход није успео да отвори пут преко Бугарске до Цариграда, тиме се оправдала српска уздржаност. Овај пораз је показао да је Куновичка битка, и победа српске војске у њој представљала највећу победу хришћанске војске у оба похода. Због тога је Куновица постала чувена и славна: о њој су и у позније доба певали дубровачки песници, Гундулић и Палмотић, и величали победу и славу српског оружја.

## Место битке
Као место на коме се одиграла битка према сведочењима историчара узима се подручје Суве планине у средњем веку зване Куновица, недалеко од Ниша у близини железничке станице Црвена Река. Данас постоји велико интересовање у Пољској, за обележавање ове победе као највеће хришћанске победе у походу. Српском народу, дуго времена у песмама овог краја задржала се успомена на славну победу деспота у овој бици. Важно је напоменути да се планина Куновица око које је било забуне, налази у Србији, а не Босни, јер је дошло до поистовећивања са истоименом планином у Босни.